# سور حمص
سور مدينة حمص هو السور التاريخي الذي كان محيطا بمدينة حمص السورية. يعود تاريخ بناء هذا السور في أصله إلى الحيثيين والآراميين ثم رممه الروم وأولاه الأيوبيون عنايتهم وقد تعاقبت عليه الكثير من الحضارات.

## آثار السور[2]
تظهر آثار السور في الجهة الشرقية من المدينة، وللسور أبراج دفاعية وله سبعة أبواب لا تزال من حيث الموقع محافظة على وظيفتها التاريخية، وهي التي تربط المدينة القديمة بالمدينة ككل. هذه الأبواب هي:
- باب تدمر
- باب السباع
- باب الدريب
- باب التركمان
- باب هود
- باب عمر
- باب السوق.